# Pisseleu
Pisseleu é uma comuna francesa na região administrativa de Altos da França, no departamento de Oise. Estende-se por uma área de 2,88 km². Em 2010 a comuna tinha 514 habitantes (densidade: 178,5 hab./km²).